# Пам'ятник Герою-матросу
Пам'ятник Герою-матросу — скульптура, що знаходиться в м. Тернопіль, яка була встановлена у 50-х роках XX століття.
Нещодавно восени 2021 року пам'ятник був пошкоджений, а на його місці тепер розташований МАФ.

## Історія
Скульптура була встановлена в 1950-х роках на центральній набережній Тернопільського ставу. Підтвердженням цього є старі фотографії. Після того у 1990 році пам'ятник перенесли на територію зовнішнього двору будинку-готелю «Чайка». Названий на честь матроса Петра Кішки, звідси і назва «пам'ятник матросу Кішці».